# Bolmin (województwo świętokrzyskie)
Bolmin – wieś w Polsce, położona w województwie świętokrzyskim, w powiecie kieleckim, w gminie Chęciny.
W latach 1975–1998 miejscowość administracyjnie należała do województwa kieleckiego.
Wieś jest siedzibą rzymskokatolickiej parafii Narodzenia Najświętszej Maryi Panny.

## Historia

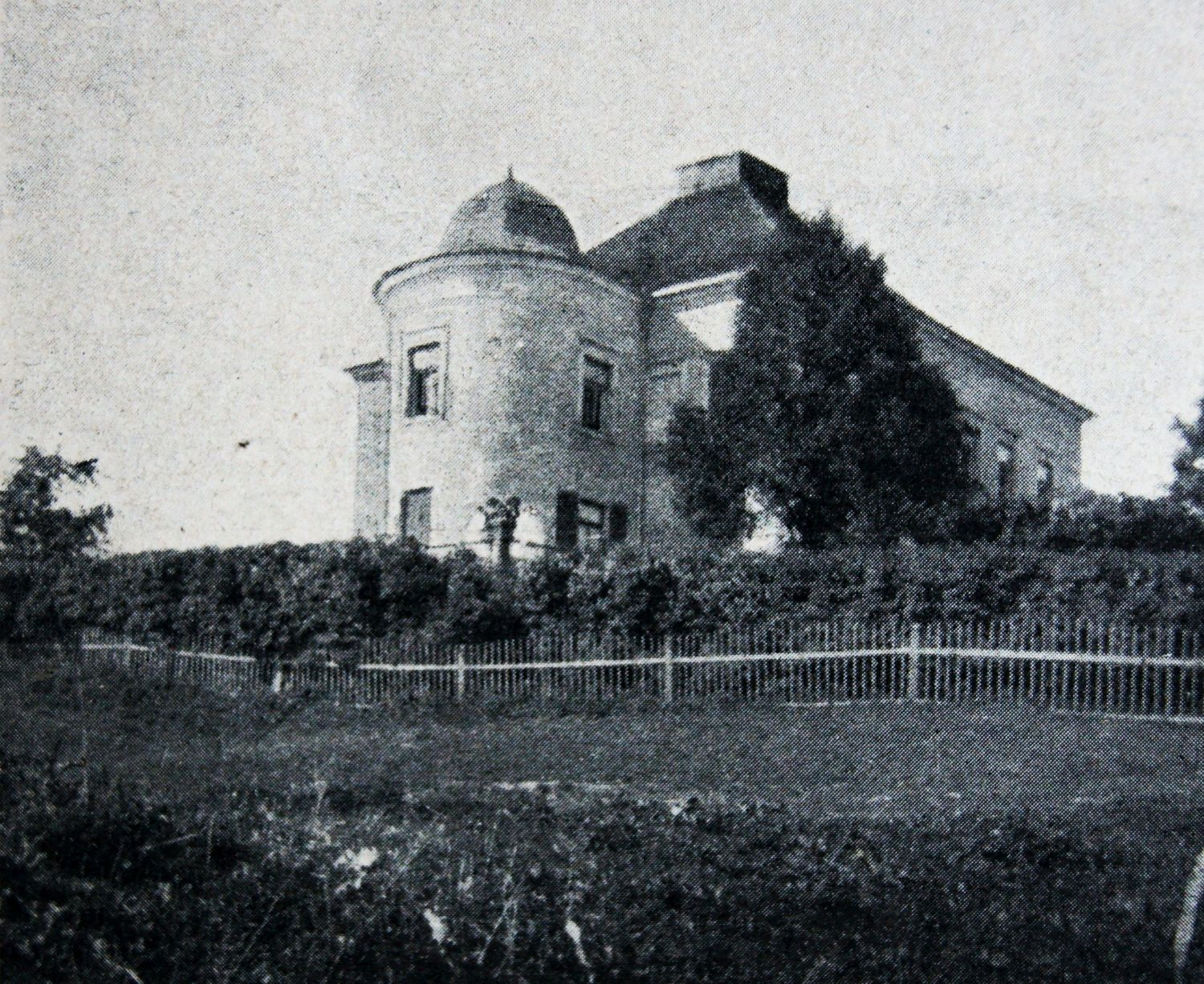
Dwór w Bolminie w 1906 roku

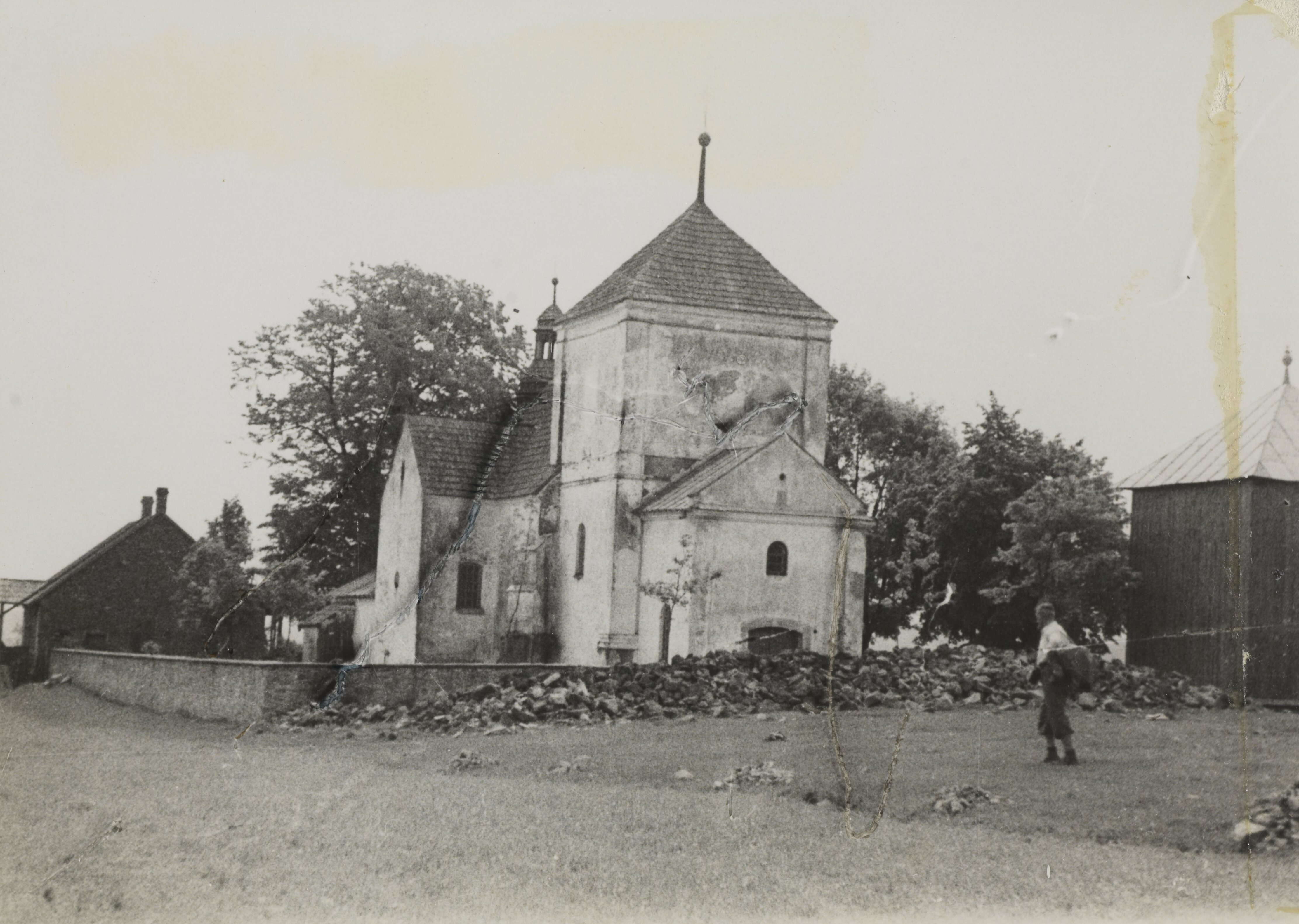
Widok kościoła, 1936

Bolmin, dawniej także Bolemin – wieś szlachecka z XIV w. (nazwa jej pochodzi od staropolskiego imienia Bolemir lub Bolemysł), należąca od XVI w. do Brzeskich. Ośrodek działalności arian.
W roku 1384 właścicielem Bolmina był Mikołaj syn Andrzeja, a w 1423 władali nim Adam i Jan Mokrscy herbu Jelita. W roku 1440 kronikarz Jan Długosz wymienił Lubomira de Bolmin. Na początku XVI stulecia, w roku 1508 wieś miała trzech dziedziców: jedna połówką trzymali Mikołaj i Krzesław z Chotowa, drugą Piotr Bolmiński.
W wieku XVI istniała w Bolminie huta ołowiu. Do XIX wieku przechowały się szczątki dawnych budowli. Dwór widziany w XIX wieku stanowił szczupłą resztkę dawniejszego obronnego zamku z XV wieku, który prawdopodobnie już w XVI stuleciu uległ  przebudowie, a później niszczał stopniowo. Rozległe sklepione piwnice świadczyły o jego pierwotnych rozmiarach. Kościół tutejszy wystawił z kamienia Jan Brzeski w 1602 r.
W wieku XIX Bolmin stanowił wieś w ówczesnym powiecie kieleckim, gminie Zajączkowska, parafii Bolmin. Posiadał wówczas kościół parafialny, szkołę gminną, kamieniołomy w tym kamienia litograficznego.
29 lipca 1943 do wsi przyjechała żandarmeria niemiecka pod dowództwem Gerulfa Meyera w poszukiwaniu mieszkańca wsi Loparta. Zamordowali jego matkę Katarzynę, zabudowania spalili. Aresztowali 11 osób, które wysłano do obozu w Auschwitz.
W 1996 we wsi została wybudowana szkoła podstawowa. Od 2018 roku nosi imię św. Jana Pawła II. 

## Zabytki
- Kościół pw. Narodzenia NMP wybudowany w latach 1602–1617, późny renesans, przebudowany w XX w.; wewnątrz cenne wyposażenie[10].

Wpisany wraz z drewnianą dzwonnicą z XVIII w. do rejestru zabytków nieruchomych (nr rej.: A.226/1-3 z 3.11.1947 i z 15.02.1967)
- Ruiny renesansowego dworu wzniesionego w 2 połowie XVI wieku, rozbudowanego od północy w 1 połowie XVII wieku, w 1 połowie XVIII w. dobudowano zaokrąglony ryzalit[10][12]. Dwór został spalony w czasie I wojny światowej. Po 1945 roku przygotowano projekt odbudowy na potrzeby szkoły, którego nie zrealizowano (nr rej.: A.227 z 2.10.1956 i z 290 z 8.05.1971)[11].

## Sport
W Bolminie od sezonu 2006/2007 na nowym obiekcie sportowym w pobliżu szkoły podstawowej swoje mecze rozgrywa piłkarska drużyna LKS-u Bolmin (dawniej „Ułan”), która obecnie występuje w II grupie świętokrzyskiej klasy A.

## Szlaki turystyczne
Przez wieś przechodzi  niebieski szlak turystyczny z Jedlnicy do Żarczyc.

## Integralne części wsi
| SIMC    | Nazwa      | Rodzaj                    |
| ------- | ---------- | ------------------------- |
| 0234100 | Gajówka    | przysiółek wsi            |
| 0234117 | Jedlnica   | część wsi (przed 2023 r.) |
| 0234123 | Kresy      | przysiółek wsi            |
| 0234130 | Milechowy  | przysiółek wsi            |
| 0234152 | Papiernia  | przysiółek wsi            |
| 0234169 | Wymysłów   | przysiółek wsi            |
| 0234175 | Zagaje     | przysiółek wsi            |
| 0234181 | Zakościele | część wsi                 |
| 0234198 | Żabieniec  | przysiółek wsi            |